# طاقة مغناطيسية

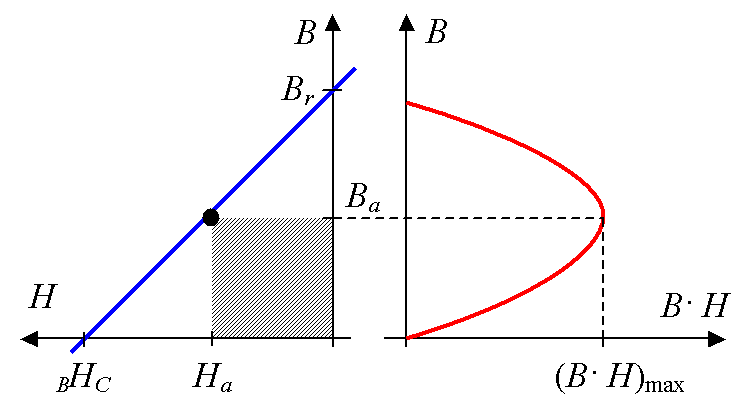

الطَّاقَةُ المِغْنَاطِيسِيَّةُ والطّاقة الكهربائيّة مرتبطتان بمعادلات ماكسويل. تُعرَّفْ الطّاقة الكامنة للمغناطيس أو العزم المغناطيسي m في حقل مغناطيسي B، بأنَّها الشغل الميكانيكي للقوّة المغناطيسيّة (في الواقع عزم الدوران المغناطيسي) المبذول عند إعادة محاذاة مُتَّجِه عزم ثنائي القطب المغناطيسي، وتساوي: {\displaystyle E_{\rm {p,m}}=-\mathbf {m} \cdot \mathbf {B} }
وتكون الطاقة المختزنة في ملف (له حث ذاتي L) عندما يمر به تيار I: {\displaystyle E_{\rm {p,m}}={1 \over 2}LI^{2}}
تُشَكِّلْ هذه العلاقة الأساس لتخزين الطّاقة المغناطيسيّة فائقة التوصيل.
بعد دراسة طويلة للمَغَانِط أدّى ذلك لظهور مصطلح جديد في الطّاقة ألا وهو الحقل. الحقل الفيزيائي هو منطقة من الفضاء تؤثر فيها قوى مغناطيسيّة أو كهربائيّة أو أنواع أخرى من القُوَى، على سبيل المثال بفرض أنَّ لدينا قطعة حديد على بعد 2 سم من مغناطيس مستقيم فإذا كان المغناطيس قوياً كفايةً سيتمكَّن من جذبها بقوة كافية لتحريكها، ونقول بأنّ هذه القِطعة ضمن الحقل المغناطيسي للمغناطيس المستقيم.
بذلك نستنتج بأنّ الطاقة هي أيضاً مخزّنة في الحقل المغناطيسي، الطاقة لكل وحدة حجم في منطقة من الفضاء لها نفاذية مغناطيسية {\displaystyle \mu _{0}}، وفيها مجال مغناطيسي {\displaystyle \mathbf {B} } هي:
{\displaystyle u={1 \over 2}{B^{2} \over \mu }}
وعمومًا إذا افترضنا أن الوسط بارامغناطيسي أو ديامغناطيسي يمكن بذلك إيجاد معادلة خطيّة تربط بين {\displaystyle \mathbf {B} } و {\displaystyle \mathbf {H} }،ويمكن إثبات أن الحقل المغناطيسي يخزّن طاقة:
{\displaystyle E={1 \over 2}\int \mathbf {H} \cdot \mathbf {B} \ dV}
حيث أنّ التّكامل ممتد على كل المنطقة المتواجد فيها حقل مغناطيسي.
إنّ أحد أهم الاكتشافات التي سُجِّلَت في تاريخ الفيزياء كانت من قِبَل العَالِم الإنجليزي جيمس كليرك ماكسويل، ففي نهاية القرن التاسع عشر وجد ماكسويل أنّ أهم شكلين من أشكال الطاقة المعروفة (المغناطيسية والكهربائية) ليستا مختلفتين عن بعض كثيراً، بل على العكس متعلقتين ببعضهما البعض، حيث أن كل تيّار كهربائي يرافقه حقل مغناطيسي، وكل حقل مغناطيسي ينتج تياراً كهربائياً خاصًا به.